# فرودگاه شهری یرینگتون
فرودگاه شهری یرینگتون  (به انگلیسی: Yerington Municipal Airport)  یک فرودگاه    است که یک باند فرود آسفالت دارد و طول باند آن ۱۷۶۸ متر است. این فرودگاه در  کشور ایالات متحده آمریکا قرار دارد و در ارتفاع ۱۳۳۴٫۴ متری از سطح دریا واقع شده است.